# Resonanztunneldiode

Kennlinie einer Resonanztunneldiode bei Variation des Energiezustandes

Eine Resonanztunneldiode oder Interband-Tunnel-Diode ist eine Diode mit zwei wenige Nanometer dicken Tunnelbarrieren. Für einen elektrischen Strom müssen Elektronen diese Barrieren durchtunneln. Die Wahrscheinlichkeit hierfür ist abhängig vom Niveau des quantisierten Energiezustands zwischen den Tunnelbarrieren. Hieraus folgt die Besonderheit der Tunneldioden. Sie besitzen einen negativen differenziellen Widerstand. Auf der Basis von Tunneldioden lassen sich in der Resonanztunneldiodentechnik sowohl Logikelemente als auch Speicher verwirklichen.